# Dumitru Theodor Neculuță
Dumitru Theodor Neculuță (n. 20 septembrie 1859, Târgu Frumos, județul Iași – d. 17 octombrie 1904, București) a fost un poet, precursor al proletcultismului, care în 1948 a fost ales membru post-mortem al Academiei Române.
Dumitru Theodor Neculuță este considerat a fi primul poet proletar din literatura română, care pe lîngă poezie a avut și o îndelungată activitate revoluționară socialistă.
S-a născut într-o familie de țărani săraci, ceea ce nu i-a permis să absolve școala primară. După ce a absolvit clasa a II-a, a rămas orfan de tată. A fost nevoit ca la vârsta de 10 ani să intre calfă la o cizmărie din Iași. A învățat singur și a citit enorm, îndeosebi pe marii poeți ai literaturii române, Mihai Eminescu și George Coșbuc, care i-au și influențat creația.
În 1890 a plecat de la Iași la București unde și-a continuat munca de cizmar. În 1893 s-a înființat P.S.D.M.R., ocazie cu care Neculuță s-a atașat mișcării muncitorești. În 1894 a început să contribuie cu poezii, schițe și articole la publicațiile: Icoana vremii, Adevărul ilustrat (1895), Lumea nouă literară și științifică (1894-1896), Lumea nouă politică, Munca, Drepturile țăranului și altele. În 1902, când s-a înființat cercul România muncitoare, Neculuță a devenit colaborator permanent al ziarului cu același nume și a publicat aici majoritatea versurilor sale, în care a înfățișat viața mizeră a proletariatului și a țărănimii sărace.  La decesul său, în 17 octombrie 1904, versurile sale nu apucaseră să fie strânse într-un volum.
În 1907, o parte din poeziile sale au fost adunate în volumul intitulat Spre țărmul dreptății. 

Volumul Spre țărmul dreptății a fost reeditat în 1953 de Editura Tineretului, în 1955 de Editura de Stat pentru Literatură și Artă (E.S.P.L.A.) și în 1957 de Editura Tineretului, apoi în 1962 din nou de Editura Tineretului, în colecția "Biblioteca școlarului".

Bustul lui Dumitru Theodor Neculuță în Parcul Carol din București
Sculptor: Emil Mereanu (1903-1991)

## Scrieri despre poet
- Ion Vitner: Viața și opera lui D. Th. Neculuță, Editura Pentru Literatură și Artă, 1950

## In memoriam
În 1954, Poșta Română a scos o marcă poștală de 55 bani cu ocazia împlinirii a 50 de ani de la moartea lui Dumitru Theodor Neculuță. Grafica a fost realizată de C. Müller iar imprimarea s-a făcut la Fabrica de Timbre din București.